# Liste der Nummer-eins-Hits in Finnland (1992)
Dies ist eine Liste der Nummer-eins-Hits in Finnland im Jahr 1992. Sie basiert auf den offiziellen Single Top und den Album Top, die im Auftrag von Musiikkituottajat, der finnischen Landesgruppe der IFPI, erstellt werden.

## Singles
| | Liste der Nummer-eins-Hits in Finnland | Liste der Nummer-eins-Hits in Finnland | Liste der Nummer-eins-Hits in Finnland                                                                         | 1993 → |
| \| Zeitraum \| Wo. ges. \| Interpret \| Titel Autor(en) \| Zusätzliche Informationen \| \| (Zeitraum, Wochen auf Platz eins, Interpret, Titel, Autor[en], zusätzliche Informationen) \| \| \| \| \| \| ----------------------------------------------------------------------------------------- \| -------- \| --------------- \| -------------------------------------------------------------------------------------------------------------- \| ---------------------------------------------------------------------------------------------------------------------- \| \| 23. Dezember 1991 – 19. Januar 1992 4 Wochen \| 4 \| Guns N’ Roses \| Live and Let Die Paul McCartney, Linda McCartney \| – \| \| 20. Januar 1992 – 16. Februar 1992 4 Wochen \| 4 \| The KLF \| Justified and Ancient Jimi Francis Cauty, William Ernest Drummond, Ricky Lyte \| – \| \| 17. Februar 1992 – 2. März 1992 2 Wochen \| 2 \| Moogetmoogs \| Kolmen minuutin muna \| – \| \| 3. März 1992 – 15. März 1992 2 Wochen \| 2 \| Hausmylly \| Gigolo \| – \| \| 16. März 1992 – 29. März 1992 2 Wochen \| 2 \| Popeda \| Kersantti Karoliina \| – \| \| 30. März 1992 – 12. April 1992 2 Wochen \| 2 \| Kurre \| En rakkauttas saa \| – \| \| 13. April 1992 – 26. April 1992 2 Wochen \| 2 \| J. Karjalainen \| Telepatiaa \| – \| \| 27. April 1992 – 10. Mai 1992 2 Wochen \| 2 \| ZZ Top \| Viva Las Vegas Doc Pomus, Mort Shuman \| – \| \| 27. April 1992 – 10. Mai 1992 2 Wochen \| 2 \| ZZ Top \| Viva Las Vegas Doc Pomus, Mort Shuman \| – \| \| 11. Mai 1992 – 24. Mai 1992 2 Wochen \| 2 \| DJ Konnat \| 9700-Irma \| – \| \| 25. Mai 1992 – 7. Juni 1992 2 Wochen \| 2 \| Wilson Phillips \| You Won’t See Me Cry Wilson Phillips, Glen Ballard \| – \| \| 8. Juni 1992 – 21. Juni 1992 2 Wochen \| 2 \| Kaivo \| Kun olet mennyt \| – \| \| 22. Juni 1992 – 19. Juli 1992 4 Wochen (insgesamt 8) \| 8 \| Erasure \| ABBA-esque (EP) Benny Andersson, Björn Ulvaeus \| Eine Extended Play mit den vier ABBA-Coverversionen Lay All Your Love on Me, SOS, Take a Chance on Me und Voulez-Vous. \| \| 20. Juli 1992 – 2. August 1992 2 Wochen \| 2 \| Nirvana \| Lithium Kurt Cobain \| – \| \| 2. August 1992 – 16. August 1992 3 Wochen \| 3 \| Madonna \| This Used to Be My Playground Madonna, Shep Pettibone, Anthony Shimkin \| – \| \| 17. August 1992 – 30. August 1992 2 Wochen \| 2 \| The Shamen \| L.S.I \| – \| \| 31. August 1992 – 13. September 1992 2 Wochen \| 2 \| 2 Unlimited \| The Magic Friend P. Neefs, Ray Slijngaard \| – \| \| 14. September 1992 – 27. September 1992 2 Wochen \| 2 \| Neon 2 \| Polku \| – \| \| 28. September 1992 – 11. Oktober 1992 2 Wochen \| 2 \| Felix \| Don‘t You Want Me Paul Scott, Derek A. Jenkins, Dwayne Richardson, Francis Reuben Wright, Joanne Yvonne Thomas \| – \| \| 12. Oktober 1992 – 25. Oktober 1992 2 Wochen \| 2 \| East 17 \| House of Love Tony Mortimer, Robin Goodfellow \| – \| \| 26. Oktober 1992 – 8. November 1992 2 Wochen \| 2 \| Neljä Ruusua \| Juppihippipunkkari (Remix) \| – \| \| 9. November 1992 – 22. November 1992 2 Wochen \| 2 \| Felix \| It Will Make Me Crazy Francis Reuben Wright \| – \| \| 23. November 1992 – 20. Dezember 1992 4 Wochen \| 4 \| KCD \| Simo Goes Poing! \| – \| \| 21. Dezember 1992 – 6. Januar 1993 2 Wochen \| 2 \| Colours \| Help Us Back Home Sarajevo \| – \| |                                        |                                        | | |
| |                                        |                                        | | → 1993 → |
| Zeitraum | Wo. ges.                               | Interpret                              | Titel Autor(en)                                                                                                | Zusätzliche Informationen                                                                                              |
| (Zeitraum, Wochen auf Platz eins, Interpret, Titel, Autor[en], zusätzliche Informationen) |                                        |                                        | | |
| 23. Dezember 1991 – 19. Januar 1992 4 Wochen | 4                                      | Guns N’ Roses                          | Live and Let Die Paul McCartney, Linda McCartney                                                               | – |
| 20. Januar 1992 – 16. Februar 1992 4 Wochen | 4                                      | The KLF                                | Justified and Ancient Jimi Francis Cauty, William Ernest Drummond, Ricky Lyte                                  | – |
| 17. Februar 1992 – 2. März 1992 2 Wochen | 2                                      | Moogetmoogs                            | Kolmen minuutin muna                                                                                           | – |
| 3. März 1992 – 15. März 1992 2 Wochen | 2                                      | Hausmylly                              | Gigolo | – |
| 16. März 1992 – 29. März 1992 2 Wochen | 2                                      | Popeda                                 | Kersantti Karoliina                                                                                            | – |
| 30. März 1992 – 12. April 1992 2 Wochen | 2                                      | Kurre                                  | En rakkauttas saa                                                                                              | – |
| 13. April 1992 – 26. April 1992 2 Wochen | 2                                      | J. Karjalainen                         | Telepatiaa | – |
| 27. April 1992 – 10. Mai 1992 2 Wochen | 2                                      | ZZ Top                                 | Viva Las Vegas Doc Pomus, Mort Shuman                                                                          | – |
| 27. April 1992 – 10. Mai 1992 2 Wochen | 2                                      | ZZ Top                                 | Viva Las Vegas Doc Pomus, Mort Shuman                                                                          | – |
| 11. Mai 1992 – 24. Mai 1992 2 Wochen | 2                                      | DJ Konnat                              | 9700-Irma | – |
| 25. Mai 1992 – 7. Juni 1992 2 Wochen | 2                                      | Wilson Phillips                        | You Won’t See Me Cry Wilson Phillips, Glen Ballard                                                             | – |
| 8. Juni 1992 – 21. Juni 1992 2 Wochen | 2                                      | Kaivo                                  | Kun olet mennyt                                                                                                | – |
| 22. Juni 1992 – 19. Juli 1992 4 Wochen (insgesamt 8) | 8                                      | Erasure                                | ABBA-esque (EP) Benny Andersson, Björn Ulvaeus                                                                 | Eine Extended Play mit den vier ABBA-Coverversionen Lay All Your Love on Me, SOS, Take a Chance on Me und Voulez-Vous. |
| 20. Juli 1992 – 2. August 1992 2 Wochen | 2                                      | Nirvana                                | Lithium Kurt Cobain                                                                                            | – |
| 2. August 1992 – 16. August 1992 3 Wochen | 3                                      | Madonna                                | This Used to Be My Playground Madonna, Shep Pettibone, Anthony Shimkin                                         | – |
| 17. August 1992 – 30. August 1992 2 Wochen | 2                                      | The Shamen                             | L.S.I | – |
| 31. August 1992 – 13. September 1992 2 Wochen | 2                                      | 2 Unlimited                            | The Magic Friend P. Neefs, Ray Slijngaard                                                                      | – |
| 14. September 1992 – 27. September 1992 2 Wochen | 2                                      | Neon 2                                 | Polku | – |
| 28. September 1992 – 11. Oktober 1992 2 Wochen | 2                                      | Felix                                  | Don‘t You Want Me Paul Scott, Derek A. Jenkins, Dwayne Richardson, Francis Reuben Wright, Joanne Yvonne Thomas | – |
| 12. Oktober 1992 – 25. Oktober 1992 2 Wochen | 2                                      | East 17                                | House of Love Tony Mortimer, Robin Goodfellow                                                                  | – |
| 26. Oktober 1992 – 8. November 1992 2 Wochen | 2                                      | Neljä Ruusua                           | Juppihippipunkkari (Remix)                                                                                     | – |
| 9. November 1992 – 22. November 1992 2 Wochen | 2                                      | Felix                                  | It Will Make Me Crazy Francis Reuben Wright                                                                    | – |
| 23. November 1992 – 20. Dezember 1992 4 Wochen | 4                                      | KCD                                    | Simo Goes Poing!                                                                                               | – |
| 21. Dezember 1992 – 6. Januar 1993 2 Wochen | 2                                      | Colours                                | Help Us Back Home Sarajevo                                                                                     | – |

## Alben
| | Liste der Nummer-eins-Hits in Finnland | Liste der Nummer-eins-Hits in Finnland | Liste der Nummer-eins-Hits in Finnland | 1993 →                    |
| \| Zeitraum \| Wo. ges. \| Interpret \| Titel \| Zusätzliche Informationen \| \| (Zeitraum, Wochen auf Platz eins, Interpret, Titel, zusätzliche Informationen) \| \| \| \| \| \| ------------------------------------------------------------------------------ \| -------- \| ----------------- \| -------------------- \| ------------------------- \| \| 23. Dezember 1991 – 19. Januar 1992 4 Wochen \| 4 \| Samuli Edelmann \| Peggy - Pienestä kii \| – \| \| 20. Januar 1992 – 16. Februar 1992 4 Wochen (insgesamt 6) \| 6 \| Queen \| Greatest Hits II \| – \| \| 17. Februar 1992 – 15. März 1992 4 Wochen \| 4 \| Anna Hanski \| Jos et sä soita \| – \| \| 16. März 1992 – 29. März 1992 2 Wochen \| 2 \| Popeda \| Svoboda \| – \| \| 30. März 1992 – 12. April 1992 2 Wochen (insgesamt 3) \| 3 \| Bruce Springsteen \| Human Touch \| – \| \| 13. April 1992 – 26. April 1992 2 Wochen \| 2 \| Def Leppard \| Adrenalize \| – \| \| 27. April 1992 – 5. Juli 1992 10 Wochen \| 10 \| ZZ Top \| The Greatest Hits \| – \| \| 6. Juli 1992 – 30. August 1992 8 Wochen \| 8 \| Maggie Reilly \| Echoes \| – \| \| 31. August 1992 – 13. September 1992 2 Wochen (insgesamt 6) \| 6 \| Queen \| Greatest Hits II \| – \| \| 14. September 1992 – 11. Oktober 1992 4 Wochen \| 4 \| Mikko Kuustonen \| Abrakadabra \| – \| \| 12. Oktober 1992 – 25. Oktober 1992 2 Wochen \| 2 \| Peter Gabriel \| Us \| – \| \| 26. Oktober 1992 – 8. November 1992 2 Wochen \| 2 \| Madonna \| Erotica \| – \| \| 9. November 1992 – 22. November 1992 2 Wochen \| 2 \| Bon Jovi \| Keep the Faith \| – \| \| 23. November 1992 – 22. Dezember 1992 4 Wochen \| 4 \| AC/DC \| Live \| – \| \| 21. Dezember 1992 – 20. Januar 1993 4 Wochen \| 4 \| Neon 2 \| Polku \| - \| |                                        |                                        |                                        |                           |
| |                                        |                                        |                                        | → 1993 →                  |
| Zeitraum | Wo. ges.                               | Interpret                              | Titel                                  | Zusätzliche Informationen |
| (Zeitraum, Wochen auf Platz eins, Interpret, Titel, zusätzliche Informationen) |                                        |                                        |                                        |                           |
| 23. Dezember 1991 – 19. Januar 1992 4 Wochen | 4                                      | Samuli Edelmann                        | Peggy - Pienestä kii                   | –                         |
| 20. Januar 1992 – 16. Februar 1992 4 Wochen (insgesamt 6) | 6                                      | Queen                                  | Greatest Hits II                       | –                         |
| 17. Februar 1992 – 15. März 1992 4 Wochen | 4                                      | Anna Hanski                            | Jos et sä soita                        | –                         |
| 16. März 1992 – 29. März 1992 2 Wochen | 2                                      | Popeda                                 | Svoboda                                | –                         |
| 30. März 1992 – 12. April 1992 2 Wochen (insgesamt 3) | 3                                      | Bruce Springsteen                      | Human Touch                            | –                         |
| 13. April 1992 – 26. April 1992 2 Wochen | 2                                      | Def Leppard                            | Adrenalize                             | –                         |
| 27. April 1992 – 5. Juli 1992 10 Wochen | 10                                     | ZZ Top                                 | The Greatest Hits                      | –                         |
| 6. Juli 1992 – 30. August 1992 8 Wochen | 8                                      | Maggie Reilly                          | Echoes                                 | –                         |
| 31. August 1992 – 13. September 1992 2 Wochen (insgesamt 6) | 6                                      | Queen                                  | Greatest Hits II                       | –                         |
| 14. September 1992 – 11. Oktober 1992 4 Wochen | 4                                      | Mikko Kuustonen                        | Abrakadabra                            | –                         |
| 12. Oktober 1992 – 25. Oktober 1992 2 Wochen | 2                                      | Peter Gabriel                          | Us                                     | –                         |
| 26. Oktober 1992 – 8. November 1992 2 Wochen | 2                                      | Madonna                                | Erotica                                | –                         |
| 9. November 1992 – 22. November 1992 2 Wochen | 2                                      | Bon Jovi                               | Keep the Faith                         | –                         |
| 23. November 1992 – 22. Dezember 1992 4 Wochen | 4                                      | AC/DC                                  | Live                                   | –                         |
| 21. Dezember 1992 – 20. Januar 1993 4 Wochen | 4                                      | Neon 2                                 | Polku                                  | -                         |

Siehe auch: Nummer-eins-Hits 1992 in  Australien, Belgien, Dänemark, Deutschland, Frankreich, Irland, Italien, Japan, Kanada, Neuseeland, den Niederlanden, Norwegen, Österreich, Schweden, der Schweiz, Spanien, Ungarn, den Vereinigten Staaten und im Vereinigten Königreich.